# Massengräber in Logatec

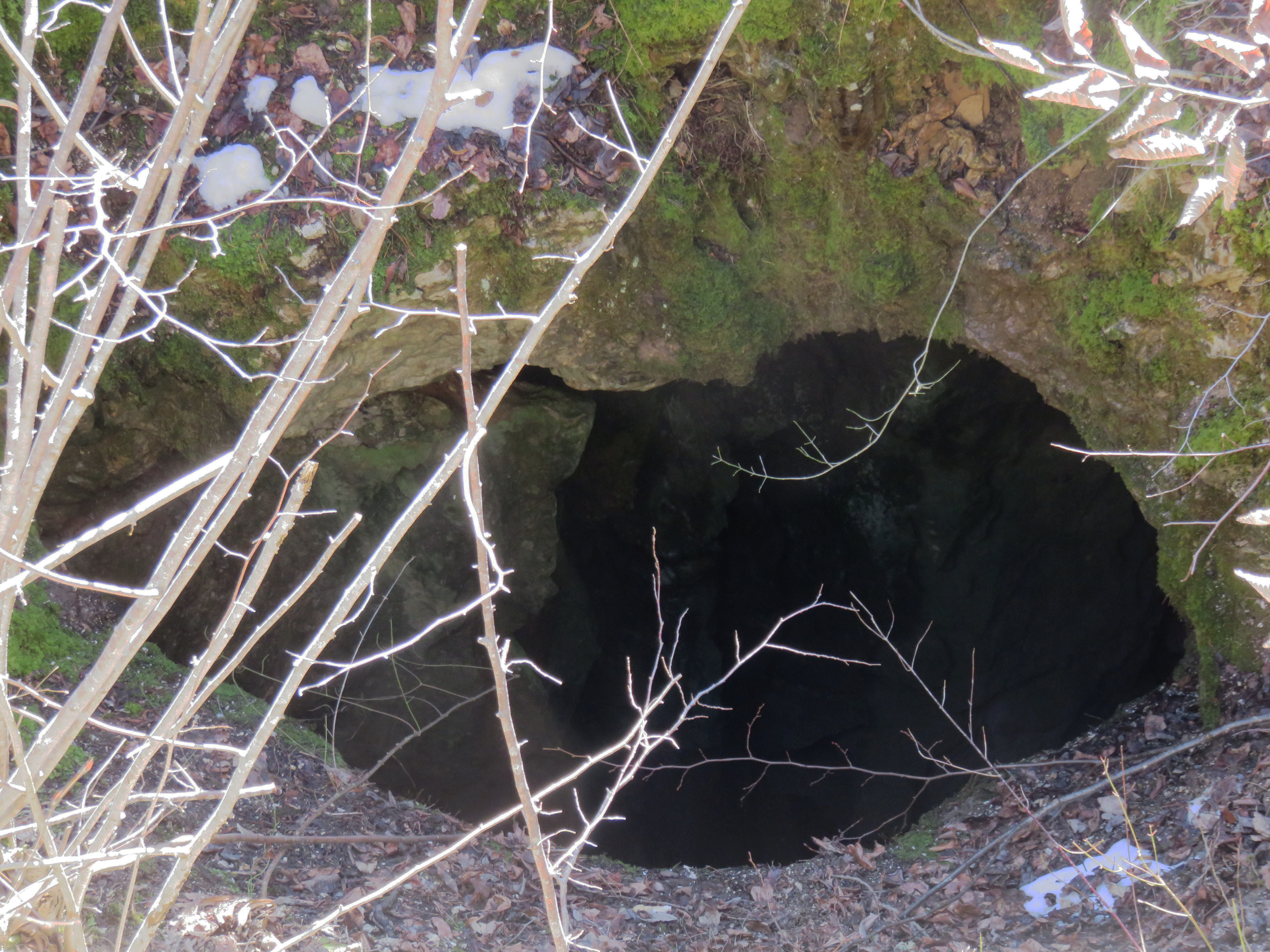
Šemon Schacht-Massengrab

Auf dem Gebiet der Gemeinde Logatec in Slowenien wurden bisher (Stand 1/2024) insgesamt vier Massengräber aus der Zeit um den Zweiten Weltkrieg gefunden. Drei befinden sich in Logatec und eins in Kalce.

## Logatec
- Das Šemon Schacht-Massengrab (Grobišče Šemonovo brezno) liegt am Südhang des Strmica-Hügels nördlich der Stadt. Der Eingang zum 27 Meter langen Schacht ist durch zwei Kiefern markiert. Das Grab enthält die Überreste von Zivilisten aus dem nahegelegenen Dorf Rovte, die im Mai oder Juni 1945 ermordet wurden.[1]

- Das Schacht-Massengrab auf dem Košovec-Hügel (Grobišče Brezno na Košovcu) ist ein 45 Meter langer Schacht mitten in einem Wald etwa 2 Kilometer südlich von Logatec. Neben menschlichen Überresten fanden die Ermittler im Schacht deutsche Erkennungsmarken, goldene Zahnprothesen, einen Ring, Munition sowie Reste von militärischem und zivilem Schuhwerk.[2]

- Das Massengrab in der Gradišce-Höhle (Grobišče Jama Gradišnica) liegt südlich von Logatec. Es enthält die Überreste von zwei bis fünf unbekannten Opfern.[3]

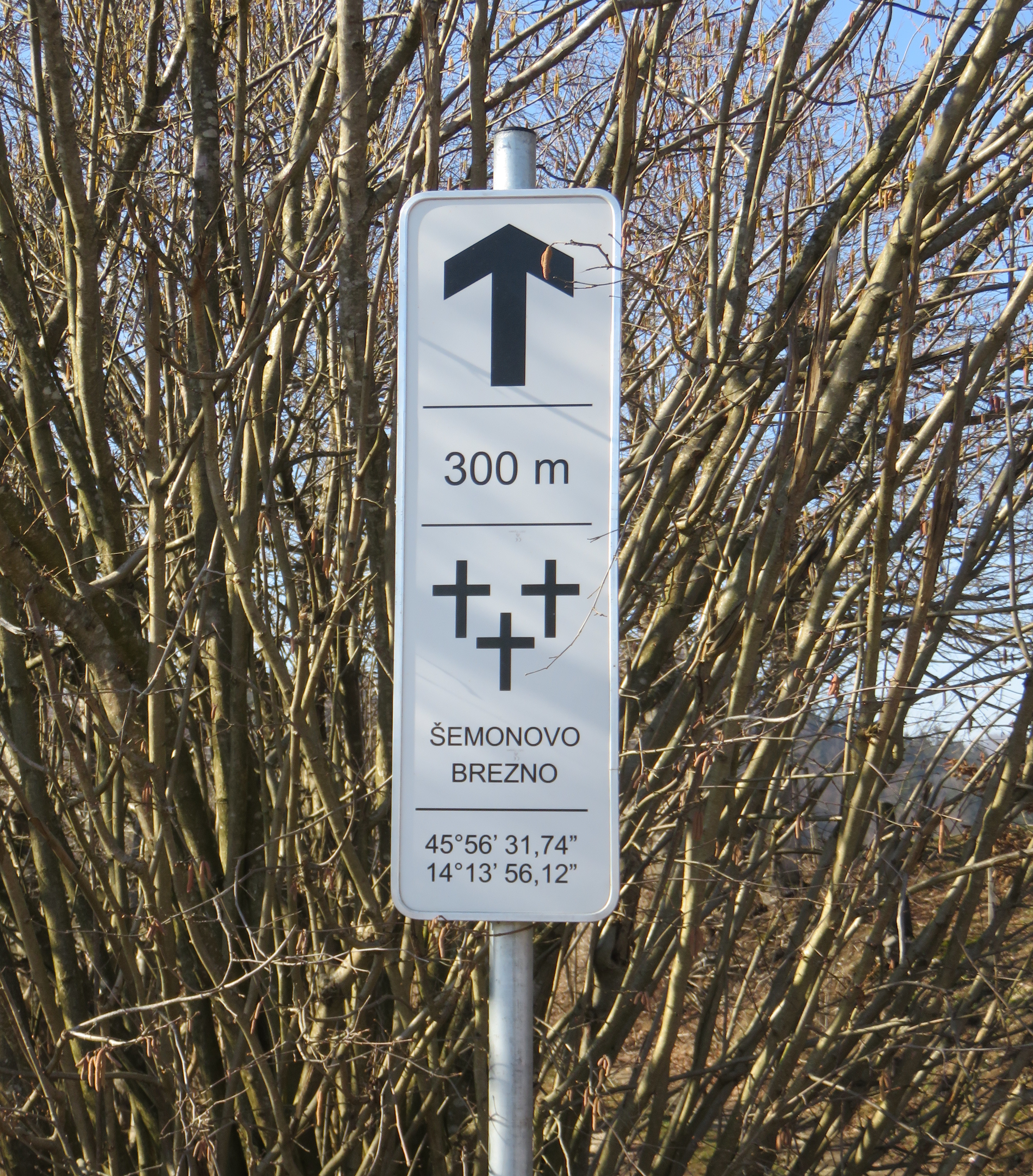
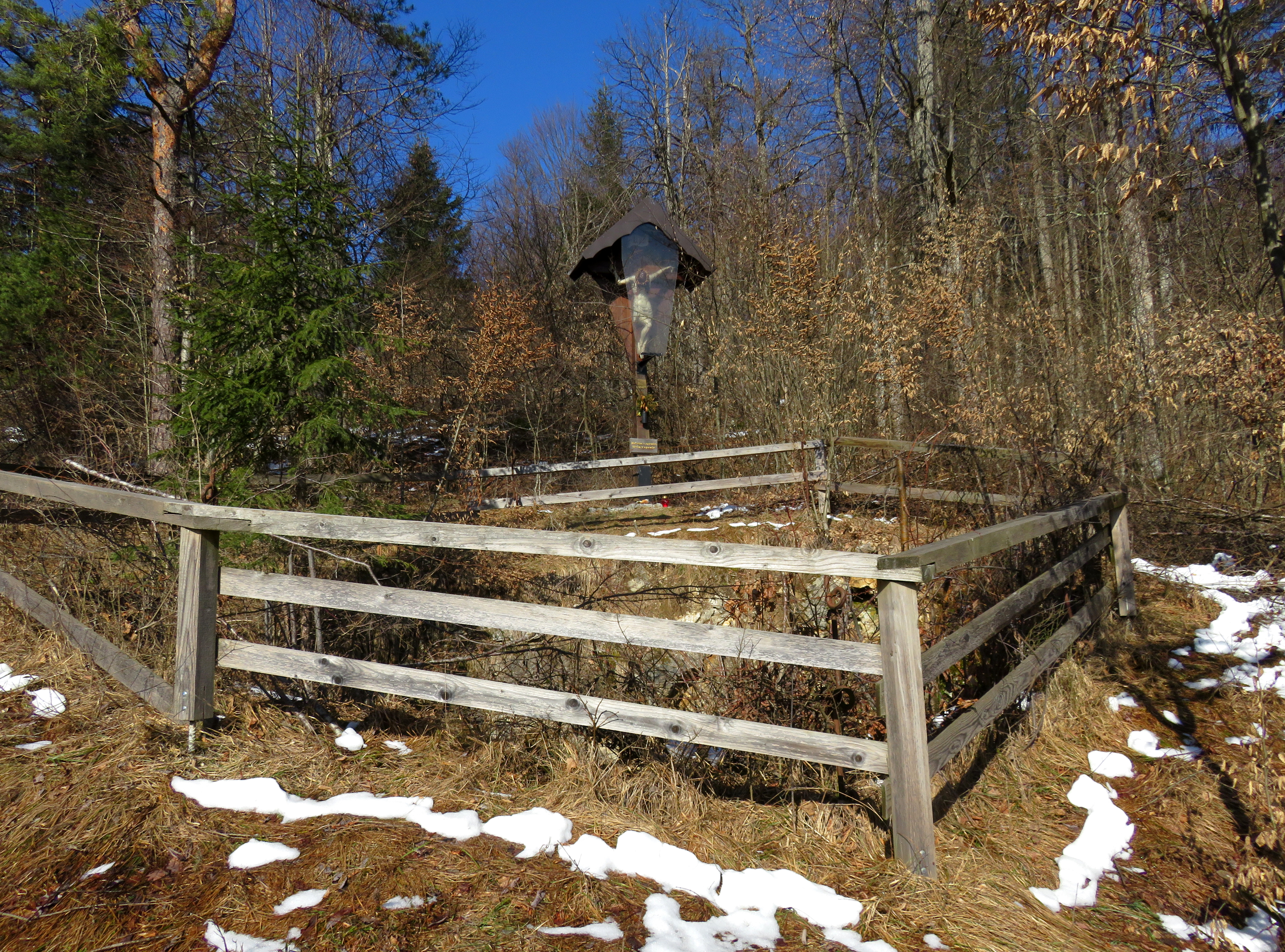
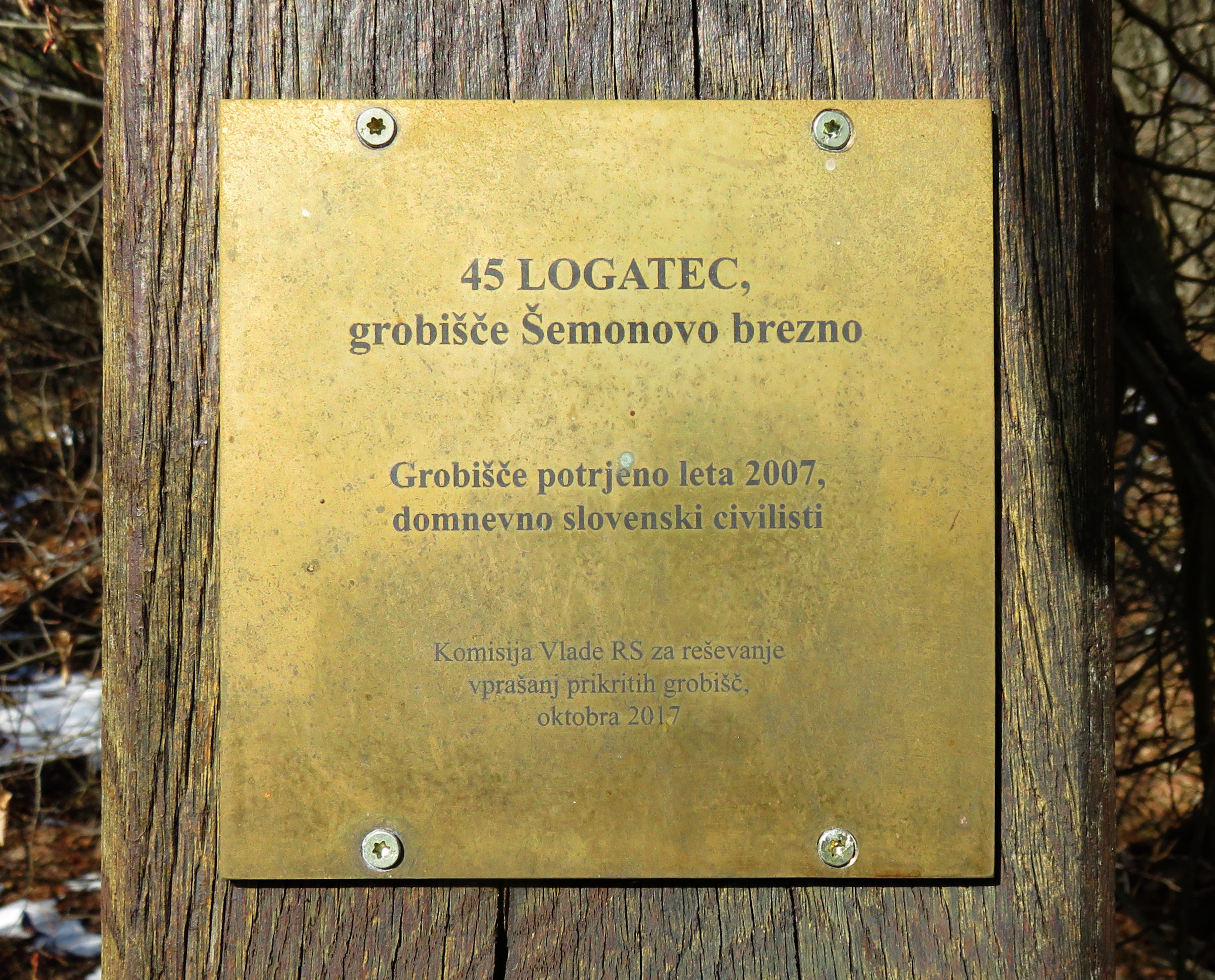

## Kalce
In Kalce befindet sich ein Massengrab aus dem Zweiten Weltkrieg. 
- Das Schacht-Massengrab auf dem Repše (slowenisch: Grobišče Brezno na Repišah) befindet sich in einem Schacht südöstlich der Siedlung. In dem Schacht wurden die Überreste zweier unbekannter Opfer entdeckt, die von einer großen Menge eingeworfenem Gestein bedeckt waren.[4]